# Артишок настоящий
Артишок настоящий, или посевной, а точнее, колючий (лат. Cynara Scolymus [произносится «цинара сколимус»]), — многолетняя садово-огородная овощная культура из рода Артишок семейства Астровых. Нераскрывшиеся бутоны растения («корзинки», «головки», «шишки») съедобны и наряду с ревенём и спа́ржей относятся к деликатесным овощам. Отдалённо напоминают вкус молодого грецкого ореха.
В отличие от близко родственного ему вида — Артишока испанского (Cynara cardunculus), у которого кроме относительно маленьких бутонов съедобны ещё и черешки молодых побегов, и часть корня, — у артишока настоящего съедобны только его крупные (до 20 см.) бутоны. Другим важным отличием служит то, что в дикой природе артишок настоящий не встречается, — это исключительно культурное растение, более требовательное к теплу, свету и влажности почвы; стебли у него короче, листья тоньше, диаметр розетки (пучка стеблей у основания) — меньше, а бутоны, наоборот, — крупнее. В европейских странах, как и в США, чтобы легко и быстро отличить артишок настоящий от артишока испанского, с которым его часто путают, растение и его «шишки» называют также Артишок французский, Круглый, или Зелёный артишок.
Бутоны артишока настоящего употребляют в пищу в сыром, варёном, тушёном, жареном и консервированном виде, с ним приготавливают салаты, соусы, супы, пюре и соте. Бутоны колючи, съедобны не целиком, быстро темнеют и теряют аромат, их приготовление требует некоторой сноровки, однако в готовом виде имеют своеобразный, изысканный вкус, — из-за чего блюда на их основе всегда считались деликатесом.
В медицине кроме бутонов используются и все остальные части растения — листья, стебли, корни, семена. Отвары, настойки, вытяжки и масла́ из частей артишока настоящего издревле используются при лечении и профилактике хронических заболеваний печени, почек, важных желёз и половой потенции. Современные исследования подтверждают благотворное воздействие лекарств, изготовленных на основе сырья, полученного из растений артишока настоящего.

## Этимология
Однозначной этимологии слова «артишок» нет. Чаще других его производят от арабского названия растения — ardi-schauki (أرضي شوكي — земляной тёрн, земляная колючка), в XIII—XV вв. оно перешло в итальянское articiocco, а затем и в другие романские языки — artichoke — артишок. Другие производят слово артишок от названия растения на средневековом лигурийском диалекте articoclos, производного от cocali — сосновая шишка. Реже всех приводят гипотезу о происхождении слова на галльской почве — французское artishaut от кельтских art — колючка и shaulix — капуста.
Трудности в этимологии отражают сложную историю этой культуры: в Тёмные века европейцы основательно забыли рецепты использования в пищу бутонов вида Cynara и переняли их, видимо, уже повторно у арабской цивилизации в конце Средневековья. Поэтому, обычно вместе со словом «артишок» приводится и этимология греко-римского названия растения — Cynara Scolymus: «от греч. κύον — собака, по сходству листков обвертки с собачьими зубами, или от глагола κνάω — царапаю; scolymus от греч. σκώλος — кол, острие» или от названия небольшого острова в Эгейском море — Кинары (Cinara); весьма вероятно, также, что древние греки знали это растение и как кактус (Cactos или kaktos); некоторые ссылаются и на якобы известный в древности миф о красавице Кинаре, взятой Зевсом на небо и жестоко наказанной им образом колючей красавицы за тайную встречу с родителями и друзьями, а по другой версии — сброшенной с неба на землю и превращённой в прекрасный, но неподступный артишок ревнивицей Герой.

## Происхождение и распространение
Одни учёные полагают, что родиной артишока является западная часть Средиземноморья (ср. Канарские острова — тоже «собачьи»). По их мнению, в этой части артишок был одомашнен ещё в глубокой древности, во времена заселения ойкумены, и позже распространялся на восток, при этом ценился больше за листья, а не за бутоны, и считался скорее целебным растением. Другие считают родиной артишока Азию. Третьи уверены в африканском (нубийско-египетском) происхождении растения, указывая на известные изображения артишока на стенах древних египетских сооружений. Но наиболее точным выглядит указание на южную Европу и тропическую Америку, в качестве родины именно артишока настоящего (Cynara Scolymus), поскольку появился этот вид довольно поздно, а другие источники говорят скорее о его родственнике и, по общему мнению, прямом предке — артишоке испанском (Cynara cardunculus).
Как уже было сказано, в диком виде артишок настоящий не встречается, поэтому говорить о его «распространении» в строгом смысле нельзя. Как можно понять из названия, Французский артишок больше всего выращивают во Франции, но разводят его и во многих других странах средиземноморского бассейна, а также в США.
В Россию артишок настоящий завезли из Голландии по специальному указу царя Петра I. Долгое время растение рассматривалось как декоративное или лекарственное. В течение XIX века блюда из нераскрывшихся бутонов артишоков становились всё популярнее, а в начале XX века многим их вкус был уже хорошо знаком.

## Описание

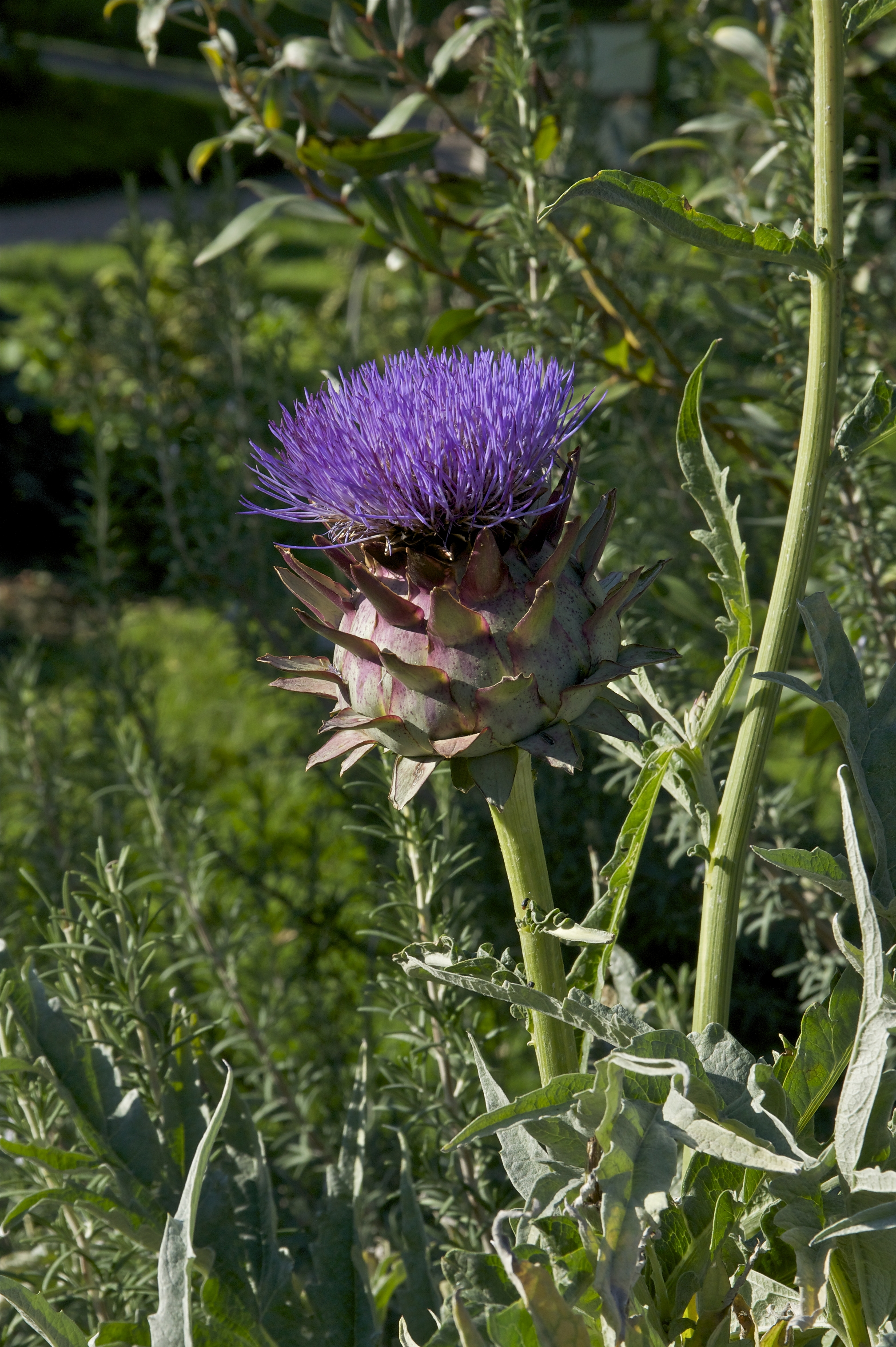
Цветущая головка артишока настоящего (Cynara Scolymus)

Растение артишока похоже на растение чертополоха, но соцветия у него более крупные и другой окраски (синеватые). Стебель высотой 1,5-2 м. Листья крупные, перисто-рассечённые, зелѐные или серовато-зелёные, с нижней стороны серовойлочные. Соцветия (корзинки), ради которых выращивают артишок, — крупные (диаметром 12-20 см), головки плоскоокруглой, шаровидной или конической формы, покрытые утолщёнными у основания чешуями — листочками зелёной, сизой или фиолетовой окраски. Цветки мелкие, голубоватые. Опыление перекрёстное (при помощи ветра и насекомых). Плод — крупная серая, мраморной расцветки семянка, в твёрдой оболочке. Семена сохраняют всхожесть до 6 лет. — А. В. Сорматина "Редкие огородные культуры от А до Я : справочник"

## Химический состав
Цветоложе содержит азотистые вещества, сахара, горечи, декстрин, цинаропикрин, цинарин, дубильные вещества, клетчатку, инулин, каротин, витамины С, В1, В2, В3, В5, В6, растительные жиры, минеральные соли калия и железа, марганец, фосфор, а также флавоноиды и аффеоилквиновые кислоты. Особенно ценится за содержание инулина (резервный полисахарид), который легко усваивается и рекомендуется как заменитель крахмала при сахарном диабете, а также за целый ряд других полезных свойств, например, способность предупреждать развитие атеросклероза, оказывать желче- и мочегонное действие.— А. В. Сорматина "Редкие огородные культуры от А до Я : справочник"

## Таксономия
Вид Артишок настоящий входит в род Артишок (Cynara) семейства Астровые (Asteraceae) порядка Астроцветные (Asterales)
|  |                                      |  |                                                             |                                                             |                    |  | ещё 12 семейств (согласно Системе APG II) | ещё 12 семейств (согласно Системе APG II) |                          |  |  |  | вид Артишок испанский |
|  |                                      |  |                                                             |                                                             |                    |  | ещё 12 семейств (согласно Системе APG II) | ещё 12 семейств (согласно Системе APG II) |                          |  |  |  | вид Артишок испанский |
|  |                                      |  |                                                             | порядок Астроцветные                                        |                    |  |                                           |                                           | род Артишок              |  |  |  |                       |
|  |                                      |  |                                                             | порядок Астроцветные                                        |                    |  |                                           |                                           | род Артишок              |  |  |  |                       |
|  | отдел Цветковые, или Покрытосеменные |  |                                                             |                                                             | семейство Астровые |  |                                           |                                           | вид Артишок настоящий    |  |  |  |                       |
|  | отдел Цветковые, или Покрытосеменные |  |                                                             |                                                             | семейство Астровые |  |                                           |                                           |                          |  |  |  |                       |
|  |                                      |  | ещё 44 порядка цветковых растений (согласно Системе APG II) | ещё 44 порядка цветковых растений (согласно Системе APG II) |                    |  |                                           | ещё около 900—1000 родов                  | ещё около 900—1000 родов |  |  |  |                       |
|  |                                      |  |                                                             | ещё 44 порядка цветковых растений (согласно Системе APG II) |                    |  |                                           |                                           | ещё около 900—1000 родов |  |  |  |                       |

## Разновидности
В России в XIX—XX веках занимались не только выращиванием артишока настоящего, но и его селекцией, наилучшими свойствами обладают сорта «Ранний фиолетовый», «Лаонский», «Майский 41», «Майкопский высокорослый», «Крупный зелёный».